# 無水寮
無水寮，原寫為無水藔，是臺灣高雄市大樹區的一個傳統地域名稱，位於該區西南部。相較於今日行政區，其範圍大致包括水寮里不含東北端及北部邊界地帶中西段及西北部凸出部分的西南側、水安里、久堂里西南部及西部邊界地帶中偏北一小段、九曲里西南半葉的西南部凸出部分。
本地區境內主要聚落為無水藔，設有水寮國小。

## 歷史
台灣日治初期，無水寮地區為一街庄，稱為「無水藔庄」（舊制街庄），隸屬於小竹上里。該庄昔日北與小坪頂庄為鄰，東與九曲堂庄為鄰，南邊為磚仔磘庄，西邊為田草埔庄。
1901年（日治明治三十四年）11月11日，全台廢縣廳改設二十廳，該庄隸屬於鳳山廳。1904年（明治三十七年）5月3日，該庄編入「小坪頂區」，隸屬於鳳山廳。1909年（明治四十二年）10月25日，全台合併二十廳為十二廳，小坪頂區改隸屬於臺南廳。1920年（大正九年）10月1日，全台地方制度大改正，廢十二廳改設五州二廳，該庄改制並雅化為「無水寮」大字，隸屬於高雄州鳳山郡大樹庄（新制街庄）。
戰後大樹庄改制為大樹鄉，隸屬於高雄縣，大字亦改制為村。1950年（民國39年）10月1日，高、屏分治，大樹鄉仍隸屬於高雄縣。2010年（民國99年）12月25日，高雄縣、市合併為直轄高雄市，大樹鄉改制為大樹區，村亦改制為里。

## 聚落
本地區發展較早的聚落為無水藔、埤仔尾（已消失）、內埔（已消失），在日治初期的官方地圖上已有記載。

## 交通
區道高58線是三欉竹至水寮的道路，其東側端點（終點）位於本地區北部近邊界地帶、無水藔聚落北側的區道高59線路口。
區道高59線是大樹至九曲堂的道路，經過本地區北部的無水藔聚落。

## 學校
- 水寮國小